# Regione della Slovacchia Orientale

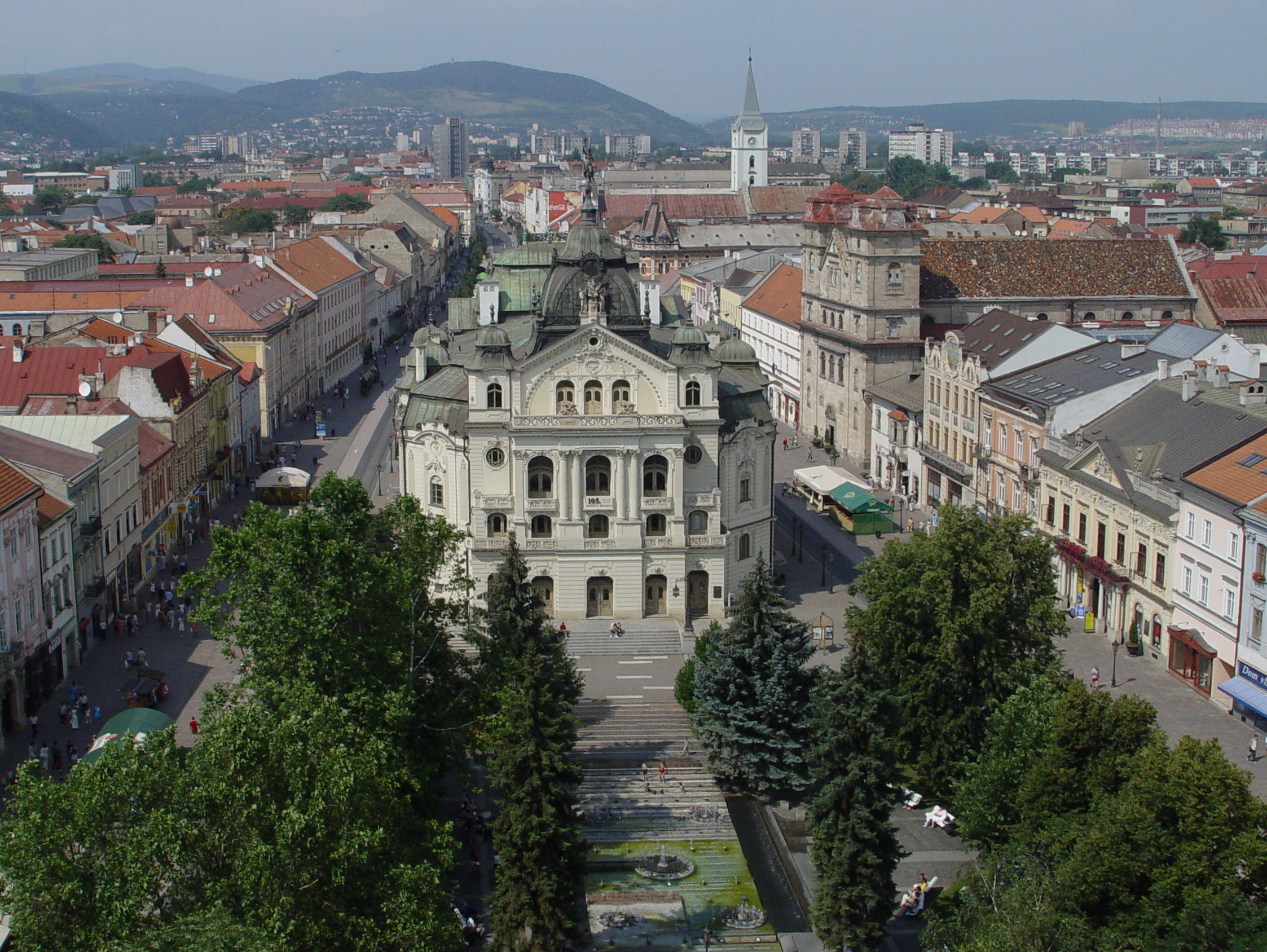
Košice, capoluogo regionale

La regione della Slovacchia orientale (in slovacco Východoslovenský kraj) è stata una regione amministrativa della Cecoslovacchia. Fu istituita l'11 aprile 1960 e abolita una prima volta il 1º luglio 1969. Ripristinata il 28 dicembre 1970 fu definitivamente abolita il 19 dicembre 1990. Aveva una superficie di 16 179 km².
La regione corrisponde alle attuali regioni di Košice e di Prešov.

## Distretti
| Distretti (1960-1990) | Distretti attuali                          |
| --------------------- | ------------------------------------------ |
| Bardejov              | immutato                                   |
| Humenné               | Humenné, Medzilaborce, Snina               |
| Košice-mesto          | Košice I, Košice II, Košice III, Košice IV |
| Košice-vidiek         | Košice-okolie                              |
| Michalovce            | Michalovce, Sobrance                       |
| Poprad                | Kežmarok, Poprad                           |
| Prešov                | Prešov, Sabinov                            |
| Rožňava               | Revúca, Rožňava                            |
| Spišská Nová Ves      | Gelnica, Levoča, Spišská Nová Ves          |
| Stará Ľubovňa         | immutato                                   |
| Svidník               | Stropkov, Svidník                          |
| Trebišov              | immutato                                   |
| Vranov nad Topľou     | immutato                                   |